# Baerendorf
Baerendorf es una localidad y comuna francesa situada en el departamento del Bajo Rin en la región de Alsacia.